# Smedjegatan, Göteborg
Smedjegatan är en gata inom stadsdelen Nordstaden i Göteborg. Den är cirka 260 meter lång, och sträcker sig från Norra Hamngatan till Packhusplatsen.
Gatan har troligen fått sitt namn efter de smeder som bodde vid gatan. Namnet Smedjegatan förekommer omkring 1681, men redan i samband med stadens grundläggning (1621) var gatan bebyggd på åtminstone den östra sidan.